# Seve Ljungman
Karl Severin "Seve" Beth Ljungman, född 7 september 1909 i Engelbrekts församling, Stockholm, död 25 februari 1999 i Hamra, Närtuna församling, var en svensk jurist.

## Utbildning
Ljungman blev jur.dr och docent i civilrätt vid Handelshögskolan i Stockholm 1943.

## Karriär
Ljungman var professor i civilrätt och finansrätt vid Stockholms universitet 1948–1965 och i civilrätt 1965–1975. Ljungman invaldes som ledamot 694 i Kungliga Musikaliska akademien den 15 december 1960. Han var akademiens vice preses 1962–1963 och dess preses 1963–1976. Han var ledamot av styrelserna för Stockholms konsertförening, Kungliga Teatern och Mazerska kvartettsällskapet.

## Priser och utmärkelser
- 1960 – Ledamot nr 694 av Kungliga Musikaliska Akademien
- 1977 – Medaljen för tonkonstens främjande